# John Wessler
John Adrian Wessler, född 16 februari 1864 i Hovförsamlingen, Stockholm, död där 24 september 1927, var en svensk tandläkare.
Wessler avlade mogenhetsexamen 1883 och tandläkarexamen 1888 och var föreståndare för Stockholms stads tandpoliklinik från 1894. Han var sekreterare i Svenska Tandläkaresällskapet 1889–91 och 1892–95 och utgav på dess uppdrag Tandläkareväsendet i Sverige (1894). Han var redaktör av "Odontologisk Tidskrift" 1913–17 och publicerade dessutom ett flertal artiklar i odontologiska ämnen samt utarbetade avdelningen Tandläkare i "Svenskt porträttgalleri". Wessler uppfann åtskilliga tandtekniska preparat (bland annat pulpol och Sveaamalgam) samt en allmänt känd tandborste. Han ägde en större samling av odontologisk ikonografi (bilder, gravyrer och dylikt med tandläkarmotiv).